# Блажовці
Блажовце (словац. Blažovce) — село, громада округу Турчянське Тепліце, Жилінський край. Кадастрова площа громади — 3.61 км².
Населення 165 осіб (станом на 31 грудня 2018 року).

## Географія
Протікають річки Долинка; Полерєка і Веджер.

## Історія
Блажовце згадується 1343 року.

## Населення
| Рік:            | 1994. | 2004.   | 2014.   | 2024.   |
| --------------- | ----- | ------- | ------- | ------- |
| Кількість осіб: | 162   | 166     | 163     | 165     |
| Різниця:        |       | +2,46 % | -1,80 % | +1,22 % |

| Рік:            | 2023. | 2024.   |
| --------------- | ----- | ------- |
| Кількість осіб: | 164   | 165     |
| Різниця:        |       | +0,60 % |